# Les Violoncelles français
Les Violoncelles français sont un octuor de violoncelles français constitué d'Emmanuelle Bertrand, Eric-Maria Couturier, Emmanuel Gaugué, Xavier Phillips, Raphaël Pidoux, Roland Pidoux, Nadine Pierre et François Salque.
Les Violoncelles français veulent rendre hommage à la polyphonie des violes d'autrefois, tout en apportant la technique spécifique du violoncelle.